# پومیلیوتوکسین ۲۵۱دی
پومیلیوتوکسین ۲۵۱دی (به انگلیسی: Pumiliotoxin 251D) یک ترکیب شیمیایی با شناسه پاب‌کم ۶۴۴۰۴۸۰ است. 